# Eberstadt
Eberstadt je obec v německé spolkové zemi Bádensko-Württembersko. Současně leží také ve vládním obvodu Stuttgart a je součástí zemského okresu Heilbronn. V roce 2011 zde žily 3128 obyvatel.
První zmínka o obci pochází z roku 1247, kdy byla zmíněna jako osada v dokumentu papeže Inocenta IV. Eberstadt má zachovalé historické centrum. Pro obec má v současné době význam zejména zdejší vinařství.
Od roku 1979 je zde každoročně pořádán atletický Výškařský mítink v Eberstadtu. V roce 2006 se vítězem v mužské kategorii stal český výškař Tomáš Janků.

## Partnerské obce
- Montescudaio, Itálie (od roku 1984)

## Galerie

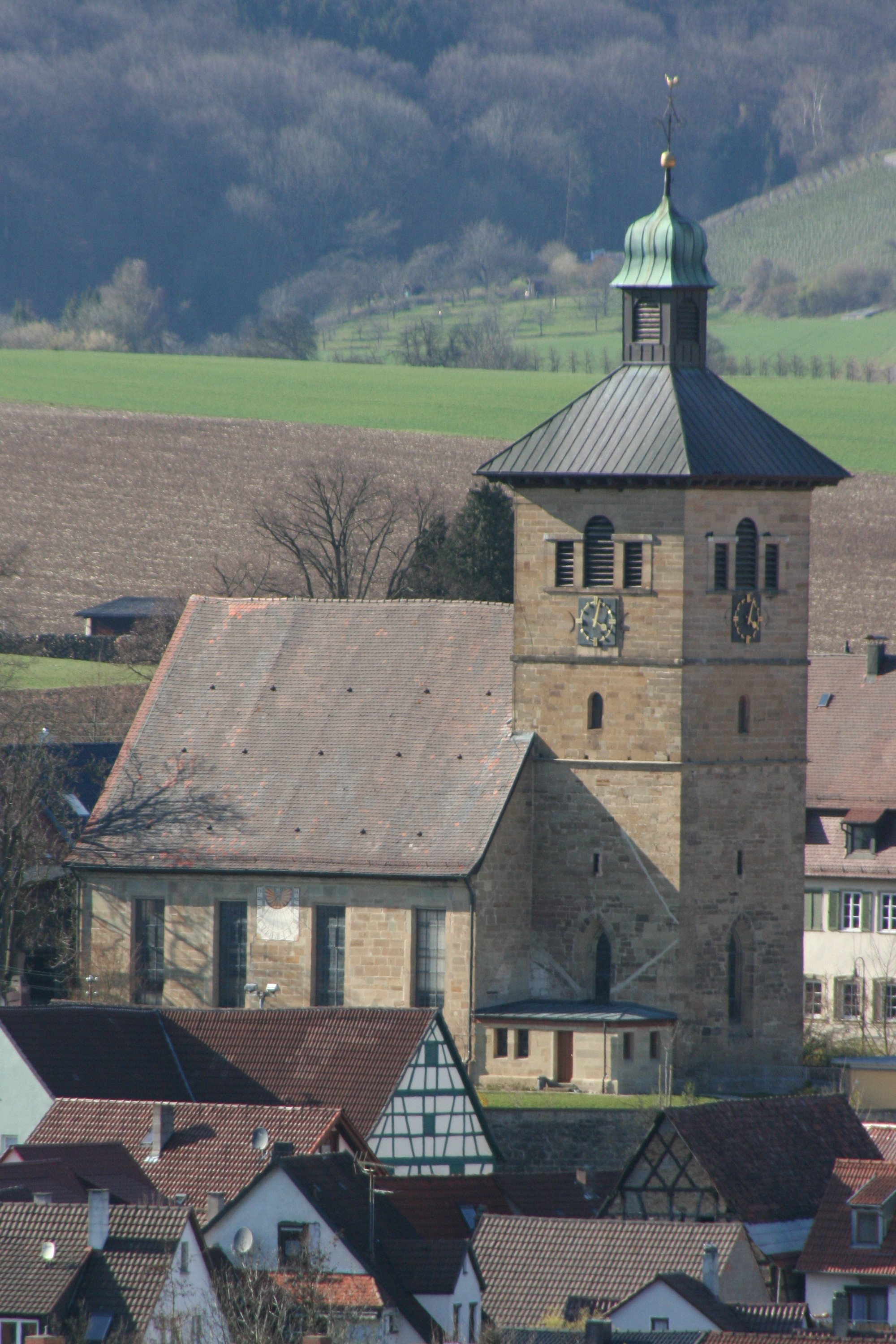
Kostel svatého Ulricha
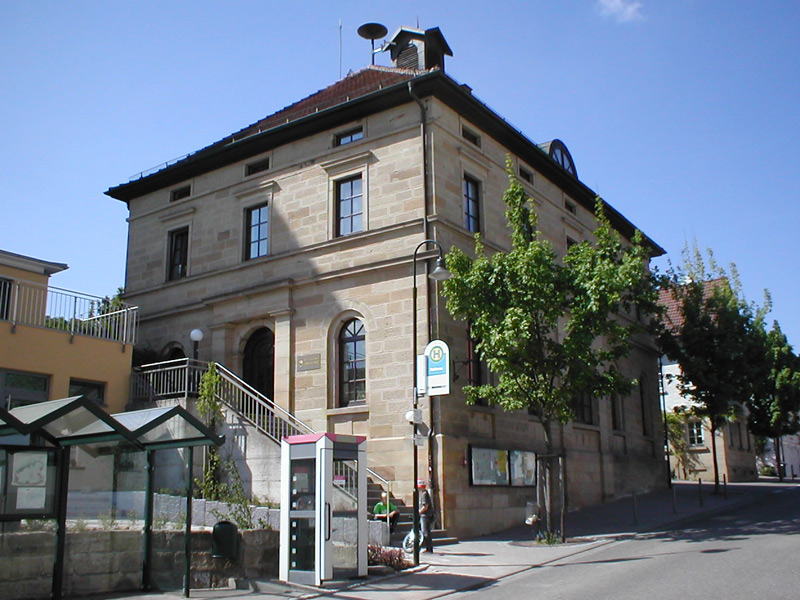
Radnice
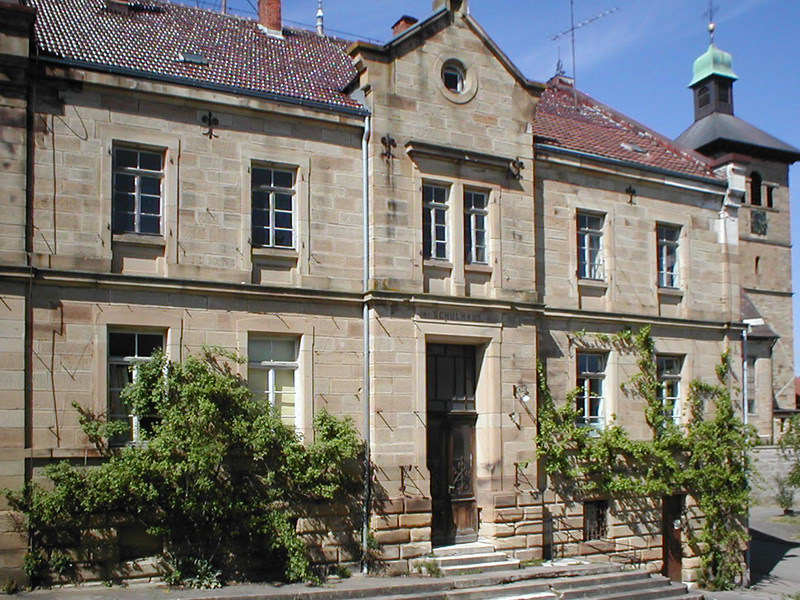
Stará školní budova z roku 1880